# Comté de Bandera
Pour les articles homonymes, voir Bandera.
Le comté de Bandera, en anglais : Bandera County, est un comté situé dans le centre de l'État du Texas aux États-Unis. Fondé le 26 janvier 1856, son siège de comté est la ville de Bandera. Selon le recensement de 2020, sa population est de 20 851 habitants. L'origine du nom du comté est sujette à plusieurs versions.

## Organisation du comté
Le comté est fondé le 26 janvier 1856, à partir des terres des comtés de Bexar, Uvalde et de terres rattachées au comté de Medina. Il est définitivement organisé et autonome, le 10 mars 1856. 
Bandera est un mot espagnol qui signifie en français : drapeau. Il existe plusieurs versions sur le nom du comté : un général espagnol nommé Bandera a mené une expédition de représailles dans la région contre les Apaches après que ceux-ci aient attaqué San Antonio de Béxar. Une autre version raconte qu'après avoir poursuivi les Amérindiens jusqu'à Bandera Pass (en), les Espagnols ont laissé un ou plusieurs drapeaux pour les mettre en garde contre de futurs raids. Selon une troisième version, un conseil aurait eu lieu, en 1732 ou en 1752, entre les dirigeants espagnols et indiens, au cours duquel les Espagnols se sont engagés à ne jamais aller au nord du col de Bandera Pass si les Indiens acceptaient de cesser leurs raids dans le Sud, et un drapeau rouge fut placé sur le col comme symbole du traité.

## Comtés adjacents
|                | Comté de Kerr    | Comté de Kendall |
| Comté de Real  | comté de Bandera |                  |
| Comté d'Uvalde | Comté de Medina  | Comté de Bexar   |

## Démographie
Lors du recensement de 2010, le comté comptait une population de 20 485 habitants. Elle est estimée, en 2017, à 22 351 habitants,.
| Groupes           | Comté de Bandera | Texas | États-Unis |
| ----------------- | ---------------- | ----- | ---------- |
| Blancs            | 92,8             | 70,4  | 72,4       |
| Autres            | 3,8              | 10,6  | 6,4        |
| Métis             | 1,8              | 2,5   | 2,7        |
| Amérindiens       | 0,8              | 0,7   | 0,9        |
| Afro-Américains   | 0,5              | 11,9  | 12,6       |
| Asiatiques        | 0,3              | 3,8   | 4,8        |
| Total             | 100              | 100   | 100        |
|                   |                  |       |            |
| Latino-Américains | 16,7             | 37,6  | 16,7       |

Pyramide des âges du comté de Bandera (2000).

Selon l'American Community Survey, pour la période 2011-2015, 88,94 % de la population âgée de plus de 5 ans déclare parler l'anglais à la maison, alors que 9,96 % déclare parler l’espagnol et 1,11 % une autre langue.